# Родні Кірінос
Родні Александер Кірінос Торреальба (ісп. Rodney Alexander Chirinos Torrealba, нар. 3 травня 1996) — венесуельський футболіст, захисник клубу Депортиво Лара.

## Клубна кар'єра
У сезоні 2020/21 зіграв 24 поєдинки, свій дебютний гол за «Депортиво Лара» забив в матчі Кубка Лібертадорес 2022 року проти болівійського «Болівара».